# Weckamine
Als Weckamine (oder Weckmittel) werden bisweilen unscharf Amine mit stimulierender (aufweckender, kreislaufanregender) Wirkung bezeichnet. Als Derivate des Ephedrins zählen sie zu den Phenylalkylaminen. Bekannte Vertreter dieser Gruppe von Psychopharmaka sind Amphetamin, Methamphetamin, Phenmetrazin, Fenetyllin und Ephedrin selbst. Die Bezeichnung Weckamin ist veraltet und findet in der aktuellen pharmakologischen Literatur keine Verwendung mehr.

## Etymologie und Synonyme
Etymologisch handelt es sich um ein Kunstwort (und zwar um einen Neologismus) aus den Wörtern wecken und Amin (Amine sind organische Ammoniak-Verbindungen). Analog gibt es im Niederländischen die wekamine. Man spricht in diesem Zusammenhang auch von Euphorika und von Psychoanaleptika. Wegen ihrer raschen Toleranzentwicklung sind sie als Appetitzügler ungeeignet. Weckamine zählen zu den Sympathomimetika (Alphasympathikomimetika), zu den Psychotonika, zu den Anregungsmitteln und zu den Stimulantia (Stimulanzien). Damit sind die Weckmittel gewissermaßen die Gegenspieler der Schlafmittel (Hypnotika) oder auch der Sedativa. Pervitin und Crystal (Crystal Meth) sind andere Namen für Methamphetamin. Das Stichwort Weckamin findet sich im Klinischen Wörterbuch von Willibald Pschyrembel nur in den zwanzig Auflagen von 1951 bis 2011. Mitunter werden auch Koffein und Teein sowie das körpereigene Adrenalin unsystematisch zu den Weckaminen gezählt.

## Rechtslage
Ephedrin und Pseudoephedrin können als Grundstoff zur Synthese des Betäubungsmittels Methamphetamin (Crystal Meth) verwendet werden. Daher gelten sie in der Europäischen Union als überwachungsbedürftige Drogenausgangsstoffe. Der Umgang mit ihnen ist daher in Deutschland durch das Grundstoffüberwachungsgesetz unter Strafandrohung stark eingeschränkt. Das Erzeugnis Metamfetamin ist in Deutschland in Anlage II zum Betäubungsmittelgesetz erfasst, so dass ein Handeltreiben damit sowie jeder Besitz strafbar sind.
Die Rote Liste 2020 nennt im Unterkapitel „andere Adrenozeptor-Agonisten“ im Kapitel 19 (Antihypotonika und Mittel zur Schocktherapie) zwei ephedrinhaltige Zubereitungen als intravenöse Injektion zur Behandlung einer arteriellen Hypotonie während einer Spinalanästhesie, während einer Periduralanästhesie oder auch während einer Allgemeinanästhesie mit Abfall der Herzfrequenz besonders im Rahmen chirurgischer oder geburtshilflicher Eingriffe. Weitere Weckamine werden nicht gelistet.

## Historische Handelsnamen
Willibald Pschyrembel erwähnte in seinem Wörterbuch 1951 acht Weckamine mit den damaligen Handelsnamen Aktedron, Benzedrin, Elastonon, Isophen, Pervitin, Sympatol, Suprifen und das in Tropfenform erhältliche, von der Knoll AG als Mittel bei Kreislaufschwäche vermarktete, Veritol. In einem alten Lehrbuch für Hausärzte findet sich eine ähnliche Liste von Kreislaufmedikamenten: Tonhormon, Sympatol, Pentedrin, Veritol, Veriazol, Peripherin, Ephedrin, Ephetonin, Pervitin und Elastonon. Ähnlich nennt Fritz Lange folgende Weckmittel: Sympatol, Suprifen, Veritol, Effortil, Hexeton, Cardiazol, Coramin, Koffein, Strychnin, Ephedrin und Ephetonin.

## Wirkungen
Als „Weckamine“ stimulieren Amphetamin und Methamphetamin das Zentralnervensystem, in das sie im Gegensatz zu den Katecholaminen gut einzudringen vermögen. Außerdem regen sie die Herztätigkeit und damit den Blutkreislauf an. Sie setzen aus Speichern adrenerger Neurone Noradrenalin und Dopamin frei. Auch hinsichtlich einer Euphorisierung wirken sie ähnlich wie Cocain. Als stimulierende Kreislaufmittel wirken die Weckamine der Müdigkeit, einer körperlich-geistigen Erschöpfung und einer Abspannung entgegen.
Sie führen vorübergehend zu verminderter Müdigkeit und zu einer Erhöhung der Leistungsfähigkeit, ferner zu einer Schlaflosigkeit, zu einer Euphorie, zur Anregung des Atemzentrums und zu einer Hemmung des Appetitzentrums. Wegen ihrer hohen Suchtgefahr ist ihre Verwendung auf wenige Indikationen beschränkt. Sie werden zum Beispiel bei einer Narkolepsie verordnet.
Im Handbuch der inneren Medizin werden ausführlich Veränderungen bei der diagnostischen Hautoberflächenthermometrie als Folge der einzelnen Weckamine beschrieben. Genannt werden Adrenalin, Sympatol, Pervitin, Gynergen, Eupaverin, Pantopon, Novocain, Acetylcholin, Prostigmin, Doryl und Priscol. Außerdem werden die Indikationen der einzelnen Weckamine bei vegetativer Labilität genannt.

## Nebenwirkungen
Weckamine haben suchtfördernde Eigenschaften mit dem Prototyp der Pervitinsucht. Die Verschreibung von Weckaminen unterliegt deshalb den Bestimmungen des Opiumgesetzes. Ein sofortiger Entzug (Entziehungserscheinungen) führt zu einem längeren Schlaf, zu Mattigkeit und Abgeschlagenheit und eventuell auch zu psychotischen Erscheinungen. Überdosierungen führen zu Rauschzuständen (sogenannte Horrortrips). Eine vermehrte Müdigkeit als paradoxe Wirkung wird beschrieben. Auch eine innere Unruhe, eine Unrast und ein mangelndes Konzentrationsvermögen zählen zu den unerwünschten Arzneimittel-Nebenwirkungen der Weckamine. Chronische Intoxikationen mit Weckaminen führen zu Schlaflosigkeit, Reizbarkeit, Verstimmung, Leistungseinbußen, epileptischen Anfällen und zu deliranten Psychosen.

## Doping
Die Weckamine zählen zu den verbotenen Doping-Substanzen.